# 사랑의 온도
《사랑의 온도》는 2017년 9월 18일부터 2017년 11월 21일까지 방송된 SBS 월화드라마다.

## 기획 의도
- 참 어려운 시대를 만났다.

이 시대에 어떤 이야기를 해야 할까.
현수는 드라마 작가가 되는 꿈을 가졌다. 그 꿈을 위해 대책도 없이 다니던 직장을 관두었다. 정선은 요리사가 되고 싶었다. 엄마가 끓여준 콩나물 국밥에 위로 받았던 어린 시절이 있었다. 그때 엄마의 마음을 기억하고 있다.두 사람은 꿈을 이루기 전에 만났고 꿈을 이룬 후에 다시 만났다. 두 사람은 서로를 사랑하고 있고, 서로가 서로를 사랑하고 있다는 것을 알고 있다. 하지만 사랑하진 않는다. 사랑하는데 사랑하지 않는다. 두 사람은. 이상하지만 그렇다. 그들에겐 장애가 있다. 현수에겐, 여섯 살 어린 남자와 사랑하는 건 사회적 시선에서 보면 안 되는 일이라는 사회적 장애가, 정선에겐 행복하게 해줄 수 없는 사랑은 안 한다는 심리적 장애가, 두 사람은 장애와 상관없이 사랑에 빠졌다. 시대가 어떻든 우리는 사랑을 한다. 그래서 사랑을 얘기한다. 이 시대에.
- 사랑의 온도

요리에서 온도는 중요하다. 국물 요리가 가장 맛있을 땐, 뜨거울 때 60~70도. 차가울 땐 12도~5도 정도다. 각 음식에 따라 최적 온도라는 것이 있다.
사랑에도 최적 온도가 있다.
문제는, 최적 온도가 남녀 두 사람이 동시에 같은 온도여야 한다는 거다. 현수와 정선은 타이밍이 달랐다. 서로가 상대에게서 사랑을 인지하는 타이밍이.좀 더 일찍, 아님 약간 늦게. 현수와 정선이 서로의 사랑을 찾고 이루려는 과정은 지금 이 순간 놓치지 말아야 할 것이 무엇인가, 지금 이 순간 무엇을 하고 싶은 가에 대한 질문을 던진다.지금 이 순간 지나가 버리면 당신은 영영 그것을 갖지 못할 수도 있다.
- 꿈은 이루어진다.

드라마 작가가 되려고 안정적인 직장을 뛰쳐나온 현수와 자신만의 요리로 우뚝 선 요리사가 되려는 정선. 두 사람의 꿈을 이루려는 필사적인 노력과 좌절을 통해 반드시 꿈을 이루지 못해도 꿈꾸는 자가 아름답다는 것을 드러내고 싶다. 희망이 인간을 얼마나 인간답게 만드는지 이야기하고자 한다.

## 등장 인물

### 주요 인물
- 서현진 : 이현수 역

현실적이고 실리적이다. 판단이 빠르고 결정하면 직진이다. 생각을 분석하고 정리하는 걸 좋아한다. 현수는 사랑은 이성이고, 사랑은 빠지는 것이 아니라 자신의 의지로 선택하는 것이라 여겼다.29살의 현수는 아직 꿈을 이루지 못한 드라마 작가 지망생이다. 이제 곧 서른. 그럼 더 이상 청춘은 아니다. 청춘이 물러가기 전 지독했던 마지막 발악 같은 그 시기에 현수는 정선을 만났다. 남자애라고 생각했다. 잘 알지도 못하는 여섯 살이나 어린 스물 세 살 ‘남자애’ 그랬던 남자를 사랑하게 될 줄 꿈에도 몰랐다. 사랑하게 됐다. 알지도 못하는 남자를. 사랑하게 된 걸 깨달은 순간 정선은 이미 떠났다. 다시 정선과 재회하게 되면서 밑바닥에 눌러 놓은 사랑이 폭발한다. 그리고 정선과 헤어짐에 얽힌 비밀들이 드러나면서 현수와 정선의 사랑은 새로운 국면으로 접어든다. 현수는 사랑을 이룰 수 있을까. 아니면 타이밍을 한 번 놓친 벌로 계속 놓치게 될까.
- 양세종 : 온정선 역

선(善)과 선(線). 선한 것을 추구하지만 선이 확실하다. 누군 가한테 지배 당하는 것도 싫어하고, 누군 가를 지배하는 것도 싫어한다. 그의 주방에는 계급이 없다. 어릴 적, 축구 연습 마치고 집으로 애들하고 몰려가면 엄마가 해주던 도톰한 돈가스를 아직도 기억한다. ‘행복’이라고. 그래서 요리를 시작하게 됐는지 모른다. 행복 하려고, 행복을 주려고.정선에게 사랑은 심장 떨리는 감성의 절정이다. 프랑스에서 잠시 한국에 들어와 있을 때, 현수를 만났다. 알지도 못하면서 사랑을 할 순 없다는 고혹적인 여자를. 정선은 현수와 자신은 보이지 않는 실로 묶여 있다고 느꼈다. 보이지 않는 실을 언젠가 현수도 느끼게 되리라 믿었다. 그래도 그렇게 현수를 만나게 될 줄은 몰랐다. 5년이 지나도 현수는 역시 현수다. 아직도 사랑스럽다 그녀는.
- 조보아 : 지홍아 역

갖고 태어난 것이 많다. 갖고 태어난 건 이미 갖고 있는 것이기에 소중한 것임을 알지 못한다. 그래서 어린 시절 자신의 반짝임이 점점 빛을 바래가는 것을 견딜 수 없다. 늘 당당하고 도도하다. 겉으로는.자신보다 나이도 많고 매력도 없는 현수를 정선이 좋아한다고 하자 빈정 상한다. 모욕감 마저 느꼈다. 정선이 자신을 좋아하는 줄 알았다. 날 사랑하는 줄 알았다. 근데 현수 언니라니! 글 쓰는 재능이 현수보다 떨어진다면 정선 만은 뺏기지 않을 거란 각오를 갖고 있다. 사람이 모든 걸 가질 수 없다면, 둘 중 하나는 내 거니까.
- 김재욱 : 박정우 역

명품 컬렉터다. 사람한테도 적용된다. 머리가 좋고 체력도 좋다. 판단력이 빨라 치고 빠질 때를 잘 안다.정선을 좋아한다. 자신이 찾아낸 보석이다. 서래 마을 한 식당에서 정선의 요리를 먹어보고 될 거라고 예상 했다. 정우는 한 번 이거 다라고 생각하면 놓지 않는다. 사랑도 예외는 아니다. 현수를 후배에게 소개 받고 그녀의 엉뚱함에 끌렸다. 그러다 알았다. 현수가 계속 사랑했던 누군 가가 정선이란 사실을.인생에서 매혹적인 인간을 둘을 봤다. 둘 다 내 사람으로 만들고 싶은데. 둘 중에 한 명만 선택해야 한다면...

### 굿수프 직원들
- 심희섭 : 최원준 역 - 굿수프 수셰프 / 의사

대대로 의사 집안이다. 당연히 직업 선택에 의사를 지망했고, 의사가 됐다. 정작 하고 싶은 일은 요리를 만드는 건데 말이다. 틈틈이 국적 불명의 요리를 해내면서 꿈에 대한 허기를 채웠다. 정선과 런닝 동호회에서 만났고, 자신보다 나이는 어리지만 정체성 확실하고 정확하고 부드러운 정선을 좋아한다. 그의 요리도.
공중 보건의 근무하던 중 휴가 때 정선이 일하는 프랑스 식당에 갔다가 요리사가 되기로 마음을 굳힌다. 공중 보건의를 마치고 요리사가 되겠다고 선언하고 정선이 있는 프랑스로 떠난다. 그 곳 유명한 식당에서 근무한 후 정선과 함께 들어온다. 함께 식당을 차리기 위해. 주방에선 정선의 부 주방장이지만 주방을 벗어나면 서로의 인생을 주고받는 친구다. 홍아와 대학 때 미팅 했다 거절 당하고 계속 호구가 되어주고 있다.
- 차인하 : 김하성 역 - 굿수프 소속 셰프

미국 cia 졸업 후, 정선의 요리가 맘에 들어 굿스프에 들어왔다.
- 표지훈 : 강민호 역 - 굿수프 소속 셰프

천성이 낙천적이고 귀엽다. 엄마가 미혼모다.가정이 불우해서 힙합으로 자신의 울분을 풀다가 엄마가 아프기 시작하자 생계로 요리를 시작했다. 호텔 주방에서 일하다 정선의 요리를 먹어보고, 정선에게 막내로 들어오겠다고 해서 이리로 들어왔다.
- 이강민 : 오경수 역 - 굿수프 소속 셰프

국내 조리 학교를 나왔고 파인다이닝이나 요리 개발에는 관심이 별로 없다. 낙천적이고 스트레스 안 받는 성격이다. 그냥 아무 거나 맛있는 음식을 해서 사람들과 함께 나누는 게 꿈이다. 노는 날엔 맛집 순례를 한다.
- 채소영 : 임수정 역 - 굿수프 소믈리에

시원시원하고 상냥하다. 웃으면서 할 말 다 한다. 카리스마가 있다. 안된다고 하면 안되는 거다. 주방 식구들을 쥐고 흔든다. 특히 막내 민호가 남동생 같아 신경을 많이 쓴다.

### 온정선네 가족
- 이미숙 : 유영미 역 - 온정선의 어머니
- 안내상 : 온해경 역 - 온정선의 아버지

### 이현수네 가족
- 정애리 : 박미나 역 - 이현수의 어머니
- 선우재덕 : 이민재 역 - 이현수의 아버지
- 길은혜 : 이현이 역 - 이현수의 여동생

### 방송가 사람들
- 지일주 : 김준하 역 - 드라마 PD
- 송영규 : 민이복 역 - 드라마 PD
- 류진 : 유홍진 역 - 드라마 CP

### 그 외 인물
- 이초희 : 황보 경 역
- 최성재 : 이성재 역 - 아르누보 수셰프
- 이승형 : 이진욱 셰프 역 - 아르누보 셰프
- 공민정 : 수영 역
- 김민영 : 김기다 역
- 전재형 : 아르누보 요리사 1 역
- 강율 : 아르누보 요리사 2 역
- 려운 : 아르누보 막내요리사 역
- 윤희석 : 민다니엘 역
- 김용운 : 조폭 두목 역
- 신현아 : 유치장 녀 역
- 홍희원 : 지홍아 남친 역

### 특별출연
- 장현성 : 취객 역
- 류승수 : 신하림 역
- 황석정 : 박은성 역 - 드라마 작가
- 김경진 : 덕후남 역
- 김환 : 스타의 인생메뉴 MC 역
- 최화정 : 이들래 역
- 박신혜 : 유혜정 역
- 차순배 : 에릭 송 셰프 역
- 손화령 : 진상블로거 역
- 문지인 : 착한수프 여주인공 역

## 촬영지
- 북촌 한옥마을 계동길
- 순천만습지(순천만 자연생태공원)
- 송원아트센터
- 서울숲공원
- 여수 향일암
- 소호동동다리
- 공간연가

## 시청률
최저 시청률과 최고 시청률은 시청률 조사회사와 지역별로 시청률에 차이가 있을 수 있습니다.
| 2017년 | 2017년    | 2017년         | 2017년       | 2017년         | 2017년       |
| 회차   | 방송일    | TNmS 시청률    | TNmS 시청률  | AGB 시청률     | AGB 시청률   |
| 회차   | 방송일    | 대한민국(전국) | 서울(수도권) | 대한민국(전국) | 서울(수도권) |
| ------ | --------- | -------------- | ------------ | -------------- | ------------ |
| 제1회  | 9월 18일  | 7.1%           | 8.3%         | 7.1%           | 7.7%         |
| 제2회  | 9월 18일  | 7.9%           | 9.4%         | 8.0%           | 8.8%         |
| 제3회  | 9월 19일  | 7.2%           | 8.5%         | 7.2%           | 8.1%         |
| 제4회  | 9월 19일  | 8.4%           | 9.9%         | 9.2%           | 10.2%        |
| 제5회  | 9월 25일  | 8.4%           | 9.7%         | 8.2%           | 8.9%         |
| 제6회  | 9월 25일  | 9.5%           | 10.9%        | 10.4%          | 11.6%        |
| 제7회  | 9월 26일  | 7.5%           | 7.8%         | 8.6%           | 10.0%        |
| 제8회  | 9월 26일  | 8.5%           | 9.3%         | 11.0%          | 12.4%        |
| 제9회  | 10월 2일  | 7.4%           | 8.1%         | 8.1%           | 8.9%         |
| 제10회 | 10월 2일  | 9.2%           | 9.6%         | 9.6%           | 10.6%        |
| 제11회 | 10월 3일  | 7.3%           | 7.1%         | 6.7%           | 7.2%         |
| 제12회 | 10월 3일  | 8.9%           | 8.5%         | 8.4%           | 9.4%         |
| 제13회 | 10월 9일  | 9.4%           | 11.0%        | 9.3%           | 10.8%        |
| 제14회 | 10월 9일  | 10.5%          | 11.6%        | 11.2%          | 12.9%        |
| 제15회 | 10월 10일 | 9.1%           | 10.9%        | 8.8%           | 9.9%         |
| 제16회 | 10월 10일 | 10.3%          | 12.3%        | 10.3%          | 11.4%        |
| 제17회 | 10월 16일 | 7.2%           | 8.1%         | 6.8%           | 7.7%         |
| 제18회 | 10월 16일 | 8.4%           | 9.7%         | 7.9%           | 8.9%         |
| 제19회 | 10월 23일 | 6.1%           | 7.2%         | 6.6%           | 7.8%         |
| 제20회 | 10월 23일 | 6.8%           | 7.8%         | 8.1%           | 9.5%         |
| 제21회 | 10월 24일 | 6.7%           | 7.5%         | 6.5%           | 7.6%         |
| 제22회 | 10월 24일 | 7.9%           | 8.4%         | 7.6%           | 8.4%         |
| 제23회 | 10월 30일 | 6.1%           | 6.8%         | 6.5%           | 7.2%         |
| 제24회 | 10월 30일 | 7.2%           | 8.2%         | 7.9%           | 8.9%         |
| 제25회 | 10월 31일 | 6.5%           | 7.1%         | 6.8%           | 8.0%         |
| 제26회 | 10월 31일 | 7.6%           | 7.7%         | 9.0%           | 10.8%        |
| 제27회 | 11월 6일  | 5.5%           | 6.3%         | 5.7%           | 6.7%         |
| 제28회 | 11월 6일  | 6.6%           | 7.0%         | 6.9%           | 8.0%         |
| 제29회 | 11월 7일  | 5.5%           | 5.6%         | 6.1%           | 7.5%         |
| 제30회 | 11월 7일  | 6.5%           | 6.7%         | 7.2%           | 8.7%         |
| 제31회 | 11월 13일 | 4.5%           | 4.6%         | 5.8%           | 5.9%         |
| 제32회 | 11월 13일 | 5.1%           | 5.8%         | 7.0%           | 7.7%         |
| 제33회 | 11월 14일 | 6.4%           | 6.3%         | 6.4%           | 6.9%         |
| 제34회 | 11월 14일 | 6.3%           | 6.7%         | 7.3%           | 8.0%         |
| 제35회 | 11월 20일 | 4.8%           | 5.4%         | 6.1%           | 6.7%         |
| 제36회 | 11월 20일 | 5.6%           | 6.3%         | 7.5%           | 8.2%         |
| 제37회 | 11월 21일 | 5.4%           | 6.2%         | 6.7%           | 7.5%         |
| 제38회 | 11월 21일 | 6.3%           | 6.3%         | 7.7%           | 8.8%         |
| 제39회 | 11월 21일 | 6.8%           | 7.5%         | 8.4%           | 9.5%         |
| 제40회 | 11월 21일 | 6.7%           | 7.5%         | 8.2%           | 9.4%         |

## 결방 사유 및 연속 방송
- 2017년 10월 17일 : SBS 스포츠 2017년 KBO 리그 플레이오프 1차전 NC 다이노스 VS 두산 베어스 중계방송으로 인해 결방[3]
- 2017년 11월 21일 : 밤 10시부터 4회 연속방송 (37회, 38회, 39회, 40회)

## OST

### Part.1
| #  | 제목                            | 작사   | 작곡   | 편곡           | 재생 시간 |
| -- | ------------------------------- | ------ | ------ | -------------- | --------- |
| 1. | 〈You Are〉 (승희)              | 김유경 | 오준성 | 오준성, 김희원 | 3:43      |
| 2. | 〈You Are (Inst.)〉 (승희)      |        | 오준성 | 오준성, 김희원 | 3:43      |
| 3. | 〈Brand New-Day〉 (오준성)      |        | 오준성 | 오준성, 김성은 | 1:49      |
| 4. | 〈Between Us〉 (오준성)         |        | 오준성 | 오준성, 정유리 | 2:02      |
| 5. | 〈Rising Temperature〉 (오준성) |        | 오준성 | 오준성         | 1:55      |
| 6. | 〈Love Step〉 (오준성)          |        | 오준성 | 오준성, 김성은 | 1:57      |
| 7. | 〈Lost Smile〉 (오준성)         |        | 오준성 | 오준성, 김성은 | 2:12      |

### Part.2
| #  | 제목                        | 작사 | 작곡   | 편곡   | 재생 시간 |
| -- | --------------------------- | ---- | ------ | ------ | --------- |
| 1. | 〈사랑 ing〉 (은하)         | June | 오준성 | 오준성 | 4:17      |
| 2. | 〈사랑 ing (Inst.)〉 (은하) |      | 오준성 | 오준성 | 4:17      |

### Part.3
| #  | 제목                          | 작사   | 작곡   | 편곡           | 재생 시간 |
| -- | ----------------------------- | ------ | ------ | -------------- | --------- |
| 1. | 〈I Still〉 (치즈)            | 김유경 | 오준성 | 오준성, 김희원 | 3:19      |
| 2. | 〈Still (Piano Ver.)〉 (치즈) | 김유경 | 오준성 | 오준성, 김희원 | 3:19      |
| 3. | 〈I Still (Inst.)〉 (치즈)    |        | 오준성 | 오준성, 김희원 | 3:19      |
| 4. | 〈I Still (Inst.)〉 (치즈)    |        | 오준성 | 오준성, 김희원 | 3:19      |

### Part.4
| #  | 제목                            | 작사           | 작곡   | 편곡           | 재생 시간 |
| -- | ------------------------------- | -------------- | ------ | -------------- | --------- |
| 1. | 〈꼭 너여야 해〉 (봉구)         | 최재우, 이하진 | 오준성 | 오준성, 김희원 | 4:32      |
| 2. | 〈꼭 너여야 해 (Inst.)〉 (봉구) |                | 오준성 | 오준성, 김희원 | 4:32      |

### Part.5
| #   | 제목                                 | 작사   | 작곡   | 편곡   | 재생 시간 |
| --- | ------------------------------------ | ------ | ------ | ------ | --------- |
| 1.  | 〈나만 아는 엔딩〉 (스텔라장)        | 김유경 | 오준성 | 오준성 | 4:33      |
| 2.  | 〈Blooming Love〉 (오준성)           |        | 오준성 | 오준성 | 2:30      |
| 3.  | 〈Love Temperature〉 (오준성)        |        | 오준성 | 오준성 | 2:03      |
| 4.  | 〈Let Me Know You〉 (오준성)         |        | 오준성 | 오준성 | 2:25      |
| 5.  | 〈Feel Good Soup〉 (오준성)          |        | 오준성 | 오준성 | 1:39      |
| 6.  | 〈Cooking Melody〉 (오준성)          |        | 오준성 | 오준성 | 1:46      |
| 7.  | 〈Heartbreak Today〉 (오준성)        |        | 오준성 | 오준성 | 1:44      |
| 8.  | 〈Different View〉 (오준성)          |        | 오준성 | 오준성 | 2:27      |
| 9.  | 〈The Man In A Suit〉 (오준성)       |        | 오준성 | 오준성 | 2:12      |
| 10. | 〈Too Close To Breathe〉 (오준성)    |        | 오준성 | 오준성 | 1:42      |
| 11. | 〈Platonic Love〉 (오준성)           |        | 오준성 | 오준성 | 2:25      |
| 12. | 〈You Are My Home〉 (오준성)         |        | 오준성 | 오준성 | 2:07      |
| 13. | 〈나만 아는 엔딩(Inst.)〉 (스텔라장) |        | 오준성 | 오준성 | 4:33      |

### Part.6
| #  | 제목                                | 작사 | 작곡 | 편곡   | 재생 시간 |
| -- | ----------------------------------- | ---- | ---- | ------ | --------- |
| 1. | 〈Wonderful moment〉 (프롬)         | 프롬 | 프롬 | 플레인 | 3:56      |
| 2. | 〈Wonderful moment (Inst.)〉 (프롬) |      | 프롬 | 플레인 | 3:56      |

### Part.7
| #  | 제목                          | 작사           | 작곡           | 편곡         | 재생 시간 |
| -- | ----------------------------- | -------------- | -------------- | ------------ | --------- |
| 1. | 〈그때엔〉 (정흠밴드)         | 정민경, 황명흠 | 정민경, 황명흠 | 인우, 강명수 | 3:43      |
| 2. | 〈그때엔 (Inst.)〉 (정흠밴드) |                | 정민경, 황명흠 | 인우, 강명수 | 3:43      |

### Part.8
| #  | 제목                             | 작사                     | 작곡                     | 편곡             | 재생 시간 |
| -- | -------------------------------- | ------------------------ | ------------------------ | ---------------- | --------- |
| 1. | 〈좋았다 말았다〉 (차희)         | 케이던스, 이종수, 태봉이 | 케이던스, 이종수, 태봉이 | 케이던스, 태봉이 | 3:04      |
| 2. | 〈좋았다 말았다 (Inst.)〉 (차희) |                          | 케이던스, 이종수, 태봉이 | 케이던스, 태봉이 | 3:04      |

### Part.9
| #  | 제목                                               | 작사   | 작곡   | 편곡   | 재생 시간 |
| -- | -------------------------------------------------- | ------ | ------ | ------ | --------- |
| 1. | 〈너였고 너이고 너일 거라서〉 (세븐어클락)         | 김유경 | 오준성 | 오준성 | 4:10      |
| 2. | 〈너였고 너이고 너일 거라서 (Inst.)〉 (세븐어클락) |        | 오준성 | 오준성 | 4:10      |

### Part.10
| #  | 제목                                   | 작사   | 작곡   | 편곡   | 재생 시간 |
| -- | -------------------------------------- | ------ | ------ | ------ | --------- |
| 1. | 〈유난히 빛나 (Feat.이지은)〉 (김선경) | 이누리 | 김선경 | 이영준 | 3:46      |
| 2. | 〈유난히 빛나 (Inst.)〉 (김선경)       |        | 김선경 | 이영준 | 3:46      |

## 동시간대 드라마
- KBS 월화드라마
  - 《란제리 소녀시대》 : 2017년 9월 11일 ~ 2017년 10월 3일
  - 《마녀의 법정》 : 2017년 10월 9일 ~ 2017년 11월 28일

- MBC 월화드라마
  - 《왕은 사랑한다》 : 2017년 7월 17일 ~ 2017년 9월 19일
  - 《20세기 소년소녀》 : 2017년 10월 9일 ~ 2017년 11월 28일

## 수상
- 2017년 SBS 연기대상 남자 신인 연기상 양세종